# AD San Gerardo de Guadalupe
La Asociación Deportiva San Gerardo de Guadalupe, también conocido como Los Guadalupanos, fue un club de fútbol de Costa Rica del cantón de Guadalupe en San José. Fue fundada en 1976 y se desempeñó en la Tercera División de Costa Rica.

## Historia
El club fue formado a mitad de los 70`s y ocupó los primeros lugares en los Torneos de Distritos Guadalupanos. Sin embargo, es hasta 1982 y con la ayuda del Comité Cantonal de Deportes local y dirigentes que logra representar a Guadalupe en la Segunda B de ACOFA.
Es importante rescatar que no solo San Gerardo fue monarca nacional de terceras divisiones de ascenso, sino que también campeoniza el C. Deportivo Costa Rica de Esparza. Pero en la liga aficionada y de ascenso avalada por FEDEFUTBOL llamada, CONAFA.
Un año más tarde Los Guadalupanos representan a su cantón en la Segunda División B de Ascenso por ANAFA. Junto a algunos Campeones Nacionales y Regionales de 1982, entre estos A.D. Municipal Osa y Cosmos de Siquirres. 

### Logros alcanzados
En 1982 es campeón cantonal de 3.ª. División (2.ª. División B de Ascenso), jugando la final Cooperativa El Silencio de Quepos. Club que dejó fuera en la eliminatoria nacional al A.D. Municipal Rebeldes de Barva en Heredia.

Para 1991 logra un título de Cuartas Divisiones (Alto Rendimiento) por la Región 5. Y juega la fase nacional para sacar el campeón juvenil de Costa Rica.

## Palmarés
Torneos nacionales
- Campeón Nacional de Segunda División B por ACOFA San José - Región 5 (1): 1982

- Campeón Nacional de Tercera División por ACOFA (1): 1982